# Hannah Kitchen
Hannah Kitchen es una deportista británica que compite en acuatlón. Ganó dos medallas en el Campeonato Mundial de Acuatlón en los años 2014 y 2018, y cuatro medallas en el Campeonato Europeo de Acuatlón entre los años 2014 y 2017.

## Palmarés internacional
| Campeonato Mundial | Campeonato Mundial      | Campeonato Mundial | Campeonato Mundial |
| Año                | Lugar                   | Medalla            | Prueba             |
| ------------------ | ----------------------- | ------------------ | ------------------ |
| 2014               | Edmonton (Canadá)       | Medalla de bronce  | Individual         |
| 2018               | Fionia (Dinamarca)      | Medalla de plata   | Individual         |
| Campeonato Europeo |                         |                    |                    |
| Año                | Lugar                   | Medalla            | Prueba             |
| 2014               | Colonia Alemania        | Medalla de plata   | Individual         |
| 2015               | Colonia (Alemania)      | Medalla de oro     | Individual         |
| 2016               | Châteauroux (Francia)   | Medalla de bronce  | Individual         |
| 2017               | Bratislava (Eslovaquia) | Medalla de oro     | Individual         |